# Bowness-on-Windermere
Bowness-on-Windermere – miasto w Anglii, w Kumbrii, w dystrykcie (unitary authority) Westmorland and Furness. Leży 59 km na południe od miasta Carlisle i 369 km na północny zachód od Londynu. Miasto liczy 3814 mieszkańców.